# Ferndown
Ferndown est une ville du Dorset, en Angleterre. Elle est située dans l’est du comté, juste au nord des villes de Poole et Bournemouth. Au moment du recensement de 2011, elle comptait 17 839 habitants.

## Jumelage
- Segré (France) depuis 1995[2]